# Octomeria oxychela
Octomeria oxychela är en orkidéart som beskrevs av João Barbosa Rodrigues. Octomeria oxychela ingår i släktet Octomeria och familjen orkidéer. Inga underarter finns listade i Catalogue of Life.